# Acraea buxtoni
Acraea buxtoni är en fjärilsart som beskrevs av Butler 1875. Acraea buxtoni ingår i släktet Acraea och familjen praktfjärilar. Inga underarter finns listade i Catalogue of Life.